# Radio Pogoda (sieć)
Radio Pogoda – sieć rozgłośni radiowych w formacie oldies, działająca od 2015 roku. Właścicielem marki jest Grupa Radiowa Agory Sp. z o.o., podmiot zależny spółki Agora SA.
Sieć posiada stacje w Warszawie, Bydgoszczy, Gdańsku, Krakowie, Opolu, Poznaniu, aglomeracji śląskiej i we Wrocławiu.

## Profil stacji
Krajowa Rada Radiofonii i Telewizji w ramach procesu nadawania koncesji sklasyfikowała stację jako emitującą program o charakterze uniwersalnym, muzyczno-kulturalnym. 
Radio Pogoda kieruje program głównie do słuchaczy w wieku 50 i więcej lat. Obok pasm sieciowych emituje lokalne serwisy i magazyny. Playlistę Radia Pogoda tworzą głównie najpopularniejsze polskie i zagraniczne utwory od lat 30. do 80. XX wieku (sporadycznie zdarzają się też piosenki z lat 90. XX wieku). Lista przebojów nadawanych na antenie jest dostępna na stronie internetowej w zakładce Co graliśmy w ostatnich 24 h.
W stacji nie są poruszane tematy polityczne. Ramówkę radiostacji tworzy kilka pasm wypełnionych w większości muzyką, ale nie brak w nich także konkursów, ciekawych wspomnień z życia gwiazd polskiej muzyki rozrywkowej, czy opowieści o kultowych polskich filmach i serialach. Od poniedziałku do piątku nadawany jest także program Gość Radia Pogoda, będący trwającą godzinę rozmową z piosenkarzami, aktorami itp.
Często o równych godzinach w radiostacji można usłyszeć serwisy informacyjne. Hasło promujące stację przez wiele tat brzmiało: „W Radiu Pogoda szukamy jasnych stron życia”. W myśl tego motta wiadomości przedstawiane w rozgłośni mają na ogół charakter pozytywny. 
Od roku 2019 hasło promujące stację to "Radio Pogoda - najpiękniejsze melodie". 
Wprowadzenia do audycji połączone z dżinglami, które były w latach 2015–2019 nadawane na antenie, zostały nagrane przez Krystynę Loskę i Ksawerego Jasieńskiego. Obecnym głosem stacji jest lektor i aktor - Jacek Mikołajczak. 

## Pasma i programy

### Pasma i audycje[5]
- Pogodny Poranek Radia Pogoda – poranne pasmo stacji, prowadzącymi są zwykle Joanna Kruk i Zygmunt Chajzer

- Radio Pogoda – najpiękniejsze melodie – przedpołudniowe pasmo radia, prowadzone przez Piotra Sworakowskiego (w tym paśmie nadawane są programy Ewy Podolskiej pt. Szlachetne Zdrowie oraz Wiktora Niedzickiego pt. Technicznie proste)[6];

- Koncert Życzeń Radia Pogoda – program nadawany w soboty i niedziele, prowadzony przez Roberta Janowskiego, oprócz emitowania muzyki autor rozmawia i przekazuje życzenia słuchaczy dla ich bliskich i ważnych osób w ich życiu;

- Pogodne popołudnie w Radiu Pogoda! – popołudniowe pasmo stacji, prowadzone przez Monikę Tarkę (w tym paśmie nadawany jest program pt. Najpiękniejsze Melodie Gwiazd Radia Pogoda, w którym prowadząca rozmawia z największymi gwiazdami polskiej sceny; na antenie emitowany był już cykl z udziałem Alicji Majewskiej, Andrzeja Rybińskiego, Eleni, Wojciecha Gąssowskiego; pasmo zawiera też liczne konkursy);

- Moje Miasto – pasmo lokalne informujące o wydarzeniach z życia danego regionu. W wydaniach sobotnio-niedzielnych przypominane są najciekawsze materiały i rozmowy z programów emitowanych od poniedziałku do czwartku;

- Gość Radia Pogoda – rozmowa Anny Stachowskiej z zaproszonymi do studia gośćmi, m.in. muzykami, aktorami, czy pisarzami

- Pogodna potańcówka – audycja z dużą dawką muzyki, która jest przeplatana telefonicznymi życzeniami i pozdrowieniami od słuchaczy;
- Aleja Sław - muzyczny program nadawany w soboty i niedzielę od 14:00 do 18:00; prowadzącymi są zamiennie Piotr Sworakowski, Monika Tarka i Anna Stachowska.
- Świnki Trzy - satyryczny program emitowany w soboty od 18:00 do 20:00, prowadzony przez Wojciecha Pijanowskiego, Krzysztofa Szewczyka i Włodzimierza Zientarskiego;

- Powieść Radia Pogoda –pasmo nadawane w godzinach od 20:00 do 21:00, w którym lektor Wojciech Masiak czyta klasyki polskiej literatury.

## Historia
Radio Pogoda rozpoczęło nadawanie 12 czerwca 2015. W momencie powstania sieć działała w trzech miastach: Krakowie, Poznaniu i Opolu. 31 lipca 2015 Radio Pogoda pojawiło się w Warszawie, w miejsce istniejącego od jesieni 2010 Radia Nostalgia. 1 marca 2016 sieć rozpoczęła nadawanie we Wrocławiu, Bydgoszczy i na Śląsku, gdzie zastąpiła Rock Radio. 21 marca 2018 uruchomiono stację w Gdańsku.

## Dawni i obecni prezenterzy i prowadzący programy w Radiu Pogoda
- Zygmunt Chajzer[10]
- Robert Janowski[10]
- Łukasz Szaciłowski[10]
- Anna Stachowska[10]
- Joanna Kruk[10]
- Monika Tarka
- Wiktor Niedzicki
- Michał Pierzchała
- Piotr Sworakowski[10]
- Krzysztof Szewczyk[11]
- Ewa Podolska
- Jerzy Bralczyk
- Włodzimierz Zientarski[11]
- Marian Dachniewski[12]
- Miłosława Krogulska
- Agata Korycka
- Jakub Mędrzycki
- Wojciech Pijanowski[12][11]
- Angelika Swoboda[13]